# Tandlægebladet
Tandlægebladet er et blad, der siden 1897 er udgivet af Tandlægeforeningen. Tandlægebladet udkommer 12 gange årligt i et distribueret oplag på ca. 5.500 pr. nummer. I tillæg til de ordinære numre udkommer KlinikLiv to gange årligt i forbindelse med Tandlægeforeningens efteruddannelsesarrangementer Årskursus og Symposium. 

## Historie
På det skandinaviske tandlægemøde i København den 2. august 1884 blev det vedtaget at udgive et tidsskrift med navnet Skandinavisk Tidsskrift for Tandlæger, hvilket påbegyndtes i 1885 af to københavnske tandlæger.
I 1886 (frem til 1888) overtog tandlægeforeningen udgivelsen af bladet, som blev foreningens første tidsskriftsudgivelse. Beslutningen om at udgive foreningens første medlemsblad blev først truffet på et møde den 20. november 1888 og udgivelsen af Dansk Tandlægeforenings Medlemsblad blev påbegyndt i 1889, da Dansk Tandlægeforening talte 51 medlemmer, hvoraf 35 var fra København og de resterende 16 medlemmer kom fra resten af Danmark. 
I 1897 påtog den unge tandlæge Henrik Sneedorf Stürup (1869-1957) ene mand og for egen regning udgivelsen af et tidsskrift med 14. dages interval under navnet Nordisk Tandlægeblad, hvilket lagde grunden til det senere Tandlægebladet. Med virkning fra 1. januar 1899 blev Nordisk Tandlægeblad officielt organ for Dansk Tandlægeforening efter idéen havde vundet tilslutning på et møde i foreningen den 5. december 1898.
Dansk Tandlægeforenings medlemsblad udkom i sine tidlige år under en række forskellige navne og formater (som et "Ugeblad", et "14-Dages Blad", et "Maanedsblad") og fik først navnet Tandlægebladet i 1901 og sidenhen sin nuværende årlige udgivelsesantal.